# José Antonio Garrido

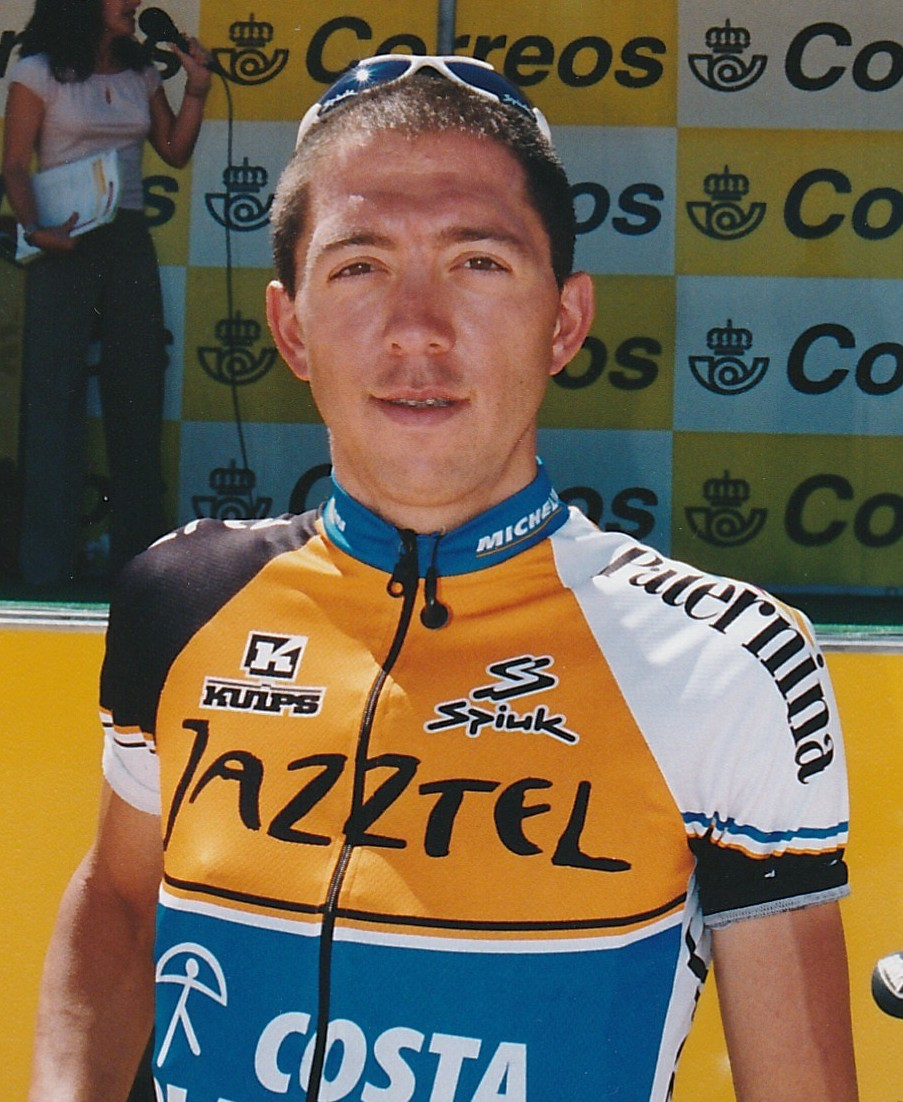
José Antonio Garrido

José Antonio Garrido Lima (* 28. November 1975 in Barakaldo) ist ein ehemaliger spanischer Radrennfahrer.
Garrido gewann während seiner Karriere Etappen der Portugal-Rundfahrt, Katalonien-Rundfahrt und der Clásica Alcobendas. Fünfmal startete Garrido bei der Spanienrundfahrt, wobei seine beste Platzierung Rang 36 bei der Vuelta a España 2004 war.

## Erfolge
2000
- eine Etappe Portugal-Rundfahrt

2002
- eine Etappe Katalonien-Rundfahrt

2003
- eine Etappe Clásica Alcobendas

## Platzierungen bei den Grand Tours
| Grand Tour            | 1999 | 2000 | 2001 | 2002 | 2003 | 2004 | 2005 | 2006 |
| --------------------- | ---- | ---- | ---- | ---- | ---- | ---- | ---- | ---- |
| Giro d’ItaliaGiro     | –    | –    | –    | –    | –    | –    | 121  | 143  |
| Tour de FranceTour    | –    | –    | –    | –    | –    | –    | –    | –    |
| Vuelta a EspañaVuelta | 101  | –    | –    | 36   | –    | 98   | DNF  | 59   |

## Teams
- 1994–1998 Team Iberdrola
- 1999–2000 Sport Lisboa e Benfica
- 2001–2002 Jazztel-Costa de Almería
- 2003 Paternina-Costa de Almería
- 2004 Quick Step-Davitamon
- 2005 Quick Step
- 2006 Quick Step-Innergetic
- 2007 LA-MSS (ab 22. Juni)
- 2008 LA-MSS
- 2008 Cartaxo